# Darantasia ochropyga
Darantasia ochropyga là một loài bướm đêm thuộc phân họ Arctiinae, họ Erebidae.